# Love Island Česko & Slovensko
Love Island Česko & Slovensko je česko-slovenská televizní reality show, která je od roku 2021 uváděna na streamovací službě Voyo a vysílána na TV Nova (Nova Fun) a TV Markíza. Jedná se o verzi franšízy Love Island, která začala v roce 2005 britským pořadem Celebrity Love Island.
První řadou reality show Love Island Česko & Slovensko 2021 (21. září – 14. listopadu) diváky provázela česká moderátorka Nikol Moravcová a účastnilo se jí 21 soutěžících z České republiky a Slovenska. Vítězi se stali Laura Chrebetová a Martin Kulhánek, kteří se po dvou letech vzali a mají spolu syna Mattea.
Druhou řadu Love Island Česko & Slovensko 2022 (20. září – 13. listopadu) moderovala Zorka Hejdová a účastnilo se jí 21 soutěžících z České republiky a Slovenska. Vítězi se stali Denisa Valová a Kryštof Novák.
Třetí řadu Love Island Česko & Slovensko 2023 (4. září – 30. října) moderovala stejně jako předchozí řadu moderátorka Zorka Hejdová a účastnilo se jí 29 soutěžících z Česka a Slovenska. Poprvé byla v show k vidění i tzv. Casa Amor. Vítězi se stali Christopher (Chris) Jirout a Mária (Majka) Glatzová.
Čtvrtou řadu Love Island Česko & Slovensko 2024 (2. září – 28. října) moderuje jako předchozí dva roky Zorka Hejdová.

## Obecná pravidla
Skupina mladých nezadaných účastníků je ubytována v luxusní vile na Kanárských ostrovech s cílem najít k sobě ideální protějšek, se kterým budou budovat vzájemné vztahy a vytvoří stabilní pár, který v soutěži zůstane až do samotného konce.
Soutěžící během show plní různé úkoly, hrají zábavné hry a jsou vystavováni různým zkouškám. Odolnost nově navázaných vztahů prověřují také noví soutěžící, tzv. bombshells, kteří přicházejí do hry za účelem rozbít některý ze vzniklých párů. Soutěž opouštějí ti, kteří ve vile nejsou schopni s nikým utvořit pár. Významnou roli hrají i diváci, kteří svými hlasy rozhodují o párech, které si podle nich zaslouží postoupit do finále.
Na samotném konci finálového večera oba členové vítězného páru obdrží obálku, z nichž pouze jedna ukrývá finanční odměnu. Ten z vítězného páru, který ve své obálce nalezne peníze, následně stojí před konečným rozhodnutím, zda si výhru ponechá jen pro sebe, nebo zvolí lásku, a o finanční odměnu se tak rozdělí i se svým protějškem.

## Přehled řad
| Účastníci | Vítězové         |
| 1. řada | 1. řada          |
| --- | ---------------- |
| Laura Kulhánek Chrebetová, Martin Kulhánek, Gabriela Gášpárová, Petr (Pítr) Havránek, Nikol Treterová, Vilém (Vilda) Šír, Miroslava (Mirka) Pikolová, Jan Petržel, Naomi Adachi, Samuel (Sam) Kručaj, Viktoria (Aicha) Niang, Vivien Kerstin, Daniel (Danny) Kručaj, Nathan Christian Dzaba, Tereza (Tess) Lojkásková, Simona Balgová, Filip Chabreček, Tomáš, Patrik, Luboš, Mishala Orth, Vašek, Petr Gebauer, Markéta Chytilová | Laura, Martin    |
| 2. řada |                  |
| Denisa Valová, Kryštof Novák, Sabina Karásková, Zbyněk Vlček, Lucia Nováková, Martin Kočí, Hanka Dědková, Jakub Vítek, Tina Diallo, Jacob Lukáč, Natálie Kočendová, David Vitásek, Sabina (Sabi) Marshall, David (Dave) Veselý, Radek Gabriel, Sára (Sári) Marshall, Sára Bergmannová, Tamara Vaňousová, Natálie (Naty) Hudečková, Štefan Andruch, Lia Kundlová | Denisa, Kryštof  |
| 3. řada |                  |
| Mária (Majka) Glatzová, Christopher (Chris) Jirout, Vendula (Venis) Dao, Adam Šedro, Rachel Karnižová, Claude Lhotecký, Paulína Bošková, Honza Mrkous, Diana Míková, Marián (Majlo) Murda, Adriana Brabencová, Oliver Průcha, Petra Beníšková, Ladislav (Lu) Jambor, Natálie Kočendová, Michal (Mike) Bavlšík, Darina Gregocká, Bruno Da Silva, Lenka Konvičková, Lukáš Cielecký, Lukáš Hotovčin, Martin Toman, Matěj Otepka, Natálie Smutná, Sabine Klečková, Sabrina Holotová, Tereza Izerová, Alessandro (Sandro) Jandejsek, Mariam Camara | Majka, Chris     |
| 4. řada |                  |
| Kristína (Kristi) Viglaská, Michal (Trabo) Trabalík, Daniel (Dano) Minich, Dominique (Domi) Alagia, Pavel Tóth, Yenifer (Yeni) Cao, Viktorie (Viky) Wojcik, Tadeáš Vilhelm, Tereza (Terez) Vebrová, Tomáš Tapušík, Gabriela ( Gábi ) Lhotáková, Martin ( Maťo ) Maťas, Julie Hojdyszová, Laura Ráczová, Daniel Sklář, Ema Mrosčáková, Nathan Christian Dzaba, David ( Dejv ) Ryba, Dušan Kajaba, Nikol Martínková, Lucia Holá, Alexandra ( Saša ) Pastorová, Jan ( Johny ) Mašek, Michal Krampera, Caroline (Kerol) Nguyen, Adam Štrba, Sarah Kormanová, Tomáš ( Kaly ) Kaloč, Aleš (Alda) Svoboda, Natalia Al Imam, Nikol Bujdošová, Erik Lehečka, Aneta (Anet) Pojerová | Kristína, Michal |